# Wydział Towaroznawstwa Uniwersytetu Ekonomicznego w Poznaniu
Wydział Towaroznawstwa Uniwersytetu Ekonomicznego w Poznaniu – jeden z pięciu wydziałów Uniwersytetu Ekonomicznego w Poznaniu. Jego siedziba znajduje się przy al. Niepodległości 10 w Poznaniu.

## Struktura
- Katedra Koniunktury Gospodarczej
- Katedra Marketingu Produktu
- Katedra Przyrodniczych Podstaw Jakości
- Katedra Technologii i Analizy Instrumentalnej
- Katedra Towaroznawstwa i Ekologii Produktów Przemysłowych
- Katedra Towaroznawstwa Żywności
- Katedra Znormalizowanych Systemów Zarządzania

## Kierunki studiów z podziałem na przedmioty

### Towaroznawstwo
- Przedmioty:
  - Chemia organiczna.
  - Statystyka.
  - Mikroekonomia.
  - Mikrobiologia.
  - Analiza sensoryczna.
  - Badania rynkowe.
  - System zabezpieczeń bezpieczeństwa żywności[1].

## Władze
Dziekan: prof. dr hab. inż. Ryszard Zieliński, prof. zw. UEP

Prodziekan: dr hab. inż. Alina Matuszak-Flejszman, prof. nadzw. UEP